# Wostok 4
Wostok 4 war ein bemannter Weltraumflug des sowjetischen Wostokprogramms. Zusammen mit Wostok 3 wurde der erste Doppelflug der bemannten Weltraumfahrt unternommen. Der Kosmonaut Pawel Popowitsch blieb dabei knapp drei Tage in der Erdumlaufbahn.

## Besatzung

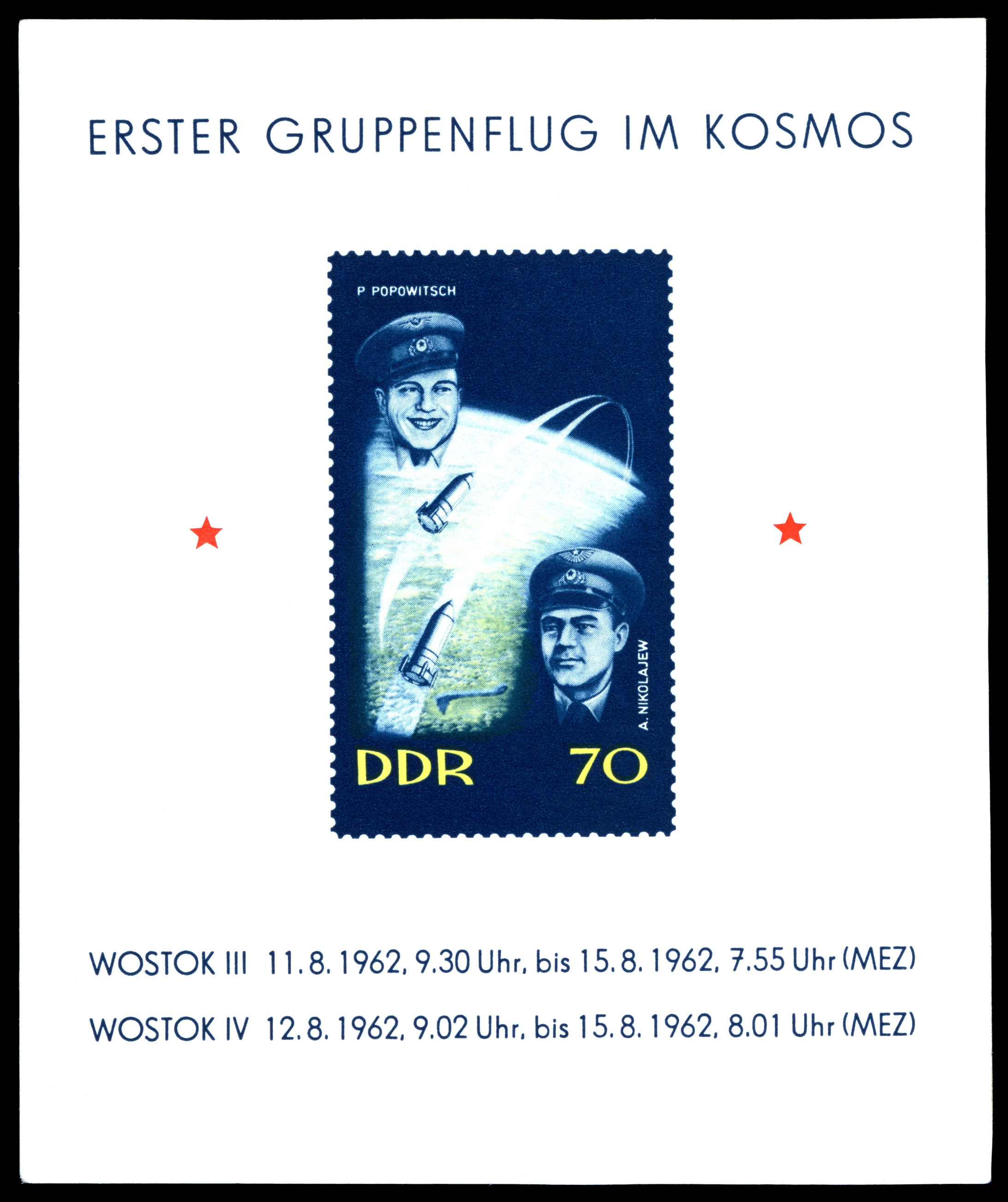
Briefmarkenblock der DDR (1962)

- Pawel Romanowitsch Popowitsch (1. Flug)

### Ersatzmannschaft
- Wladimir Michailowitsch Komarow

### Unterstützungsmannschaft
- Boris Walentinowitsch Wolynow

## Vorbereitung
Mit dem Flug von Wostok 4 sollten sich zum ersten Mal zwei bemannte Raumschiffe gleichzeitig im All befinden. Die Planung und Vorbereitung wurde für Wostok 3 und Wostok 4 parallel durchgeführt.
Als Pilot wurde Pawel Popowitsch ausgewählt, Ersatzmann war Wladimir Komarow.

## Flugverlauf
Wostok 4 startete am 12. August 1962 um 11:02 Uhr Moskauer Zeit vom Raketenstartplatz Baikonur und erreichte nach wenigen Minuten die Erdumlaufbahn mit 159 km Perigäum und 211 km Apogäum bei einer Inklination von 65 Grad. Diese Bahn war fast identisch mit der von Wostok 3 mit Andrijan Nikolajew an Bord, der knapp 24 Stunden zuvor gestartet war. Das war das erste Mal, dass sich zwei Raumfahrer gleichzeitig im All aufhielten.
Aufgrund höchster Präzision beim Start betrug die Entfernung zu Wostok 3 nach Erreichen des Orbits zeitweilig nur 6 km, vergrößerte sich aber bis zum Ende der Mission auf 2800 km. Popowitsch und Nikolajew standen während des Fluges in direktem Funkkontakt miteinander. Durch einen Defekt im Lebenserhaltungssystem sank die Temperatur in der Kabine bis auf 10 °C.
Wostok 4 landete nach knapp drei Tagen im All am 15. August 1962 um 09.59 Uhr Moskauer Zeit in der Nähe von Karaganda im heutigen Kasachstan. Wie bei den Wostokflügen üblich benutzte Popowitsch den Schleudersitz und landete am eigenen Fallschirm. Wostok 3 war nur wenige Minuten zuvor gelandet und hatte damit einen neuen Dauerrekord für die bemannte Weltraumfahrt aufgestellt.

## Bedeutung
Der Gruppenflug von Wostok 3 und Wostok 4 wurde als große Errungenschaft der sowjetischen Raumfahrt gefeiert. Auch wenn inzwischen bekannt ist, dass die Raumschiffe selbst nicht gesteuert werden konnten, ist es als großartige Leistung anzusehen, zwei Starts innerhalb von 24 Stunden durchzuführen. Auch die Übertragung von Sprache und Telemetrie zu zwei Raumschiffen gleichzeitig war eine besondere Leistung, schließlich gab es damals noch keine Nachrichtensatelliten, und die Sowjetunion verfügte im Gegensatz zu den USA nicht über ein weltumspannendes Netz von Bodenstationen.
Die Rückkehrkapsel ist im „NPO Swesda-Museum“ in Moskau ausgestellt, wurde aber so modifiziert, dass sie jetzt das Woschod-2-Raumschiff darstellt.